# Șobolan
Șobolanul este oricare dintre cele 64 de specii de rozătoare mici, omnivore, aparținând genului Rattus din familia Muridae, subfamilia Murinae.

## Taxonomia genuluiRattus

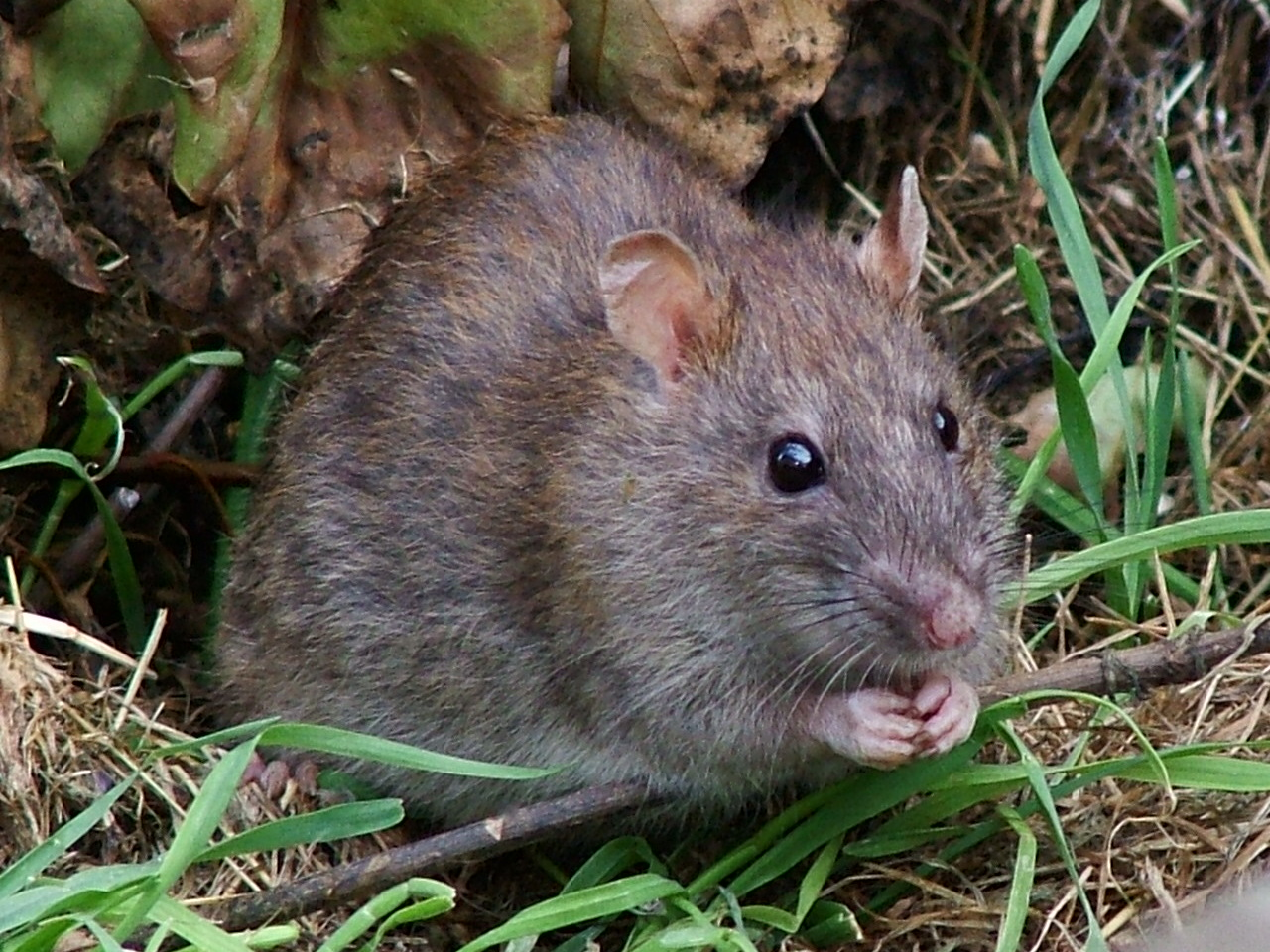
Exemplar de Rattus norvegicus

Genul Rattus este parte a subfamiliei gigante Murinae. În această subfamilie există alte câteva genuri, care sunt uneori considerate ca făcând parte din genul Rattus. Acestea sunt: Lenothrix, Anonymomys, Sundamys, Kadarsanomys, Diplothrix, Margaretamys, Lenomys, Komodomys, Palawanomys, Bunomys, Nesoromys, Stenomys, Taeromys, Paruromys, Abditomys, Tryphomys, Limnomys, Tarsomys, Bullimus, Apomys, Millardia, Srilankamys, Niviventer, Maxomys, Leopoldamys, Berylmys, Mastomys, Myomys, Praomys, Hylomyscus, Heimyscus, Stochomys, Dephomys și Aethomys.
Genul Rattus conține 64 de specii. S-a propus o nouă împărțire a speciilor din acest gen, dar aceasta nu cuprinde toate speciile incluse. Aceste grupuri sunt:
- grupul R. rattus
- grupul R. rattus norvegicus
- grupul R. rattus fuscipes - nativi din Australia
- grupul R. rattus leucopus - nativi din Noua Guinee
- grupul R. rattus xanthurus - nativi din Sulawesi
- grupul R. rattus exulans
- Incertae sedis

## Specii
Genul Rattus cuprinde următoarele specii:
- Rattus adustus Sody, 1940
- Rattus annandalei (Bonhote, 1903)
- Rattus argentiventer (Robinson y Kloss, 1916)
- Rattus baluensis (Thomas, 1894)
- Rattus bontanus (Thomas, 1921)
- Rattus burrus (Miller, 1902)
- Rattus colletti (Thomas, 1904)
- Rattus elaphinus (Sody, 1941)
- Rattus enganus (Miller, 1906)
- Rattus everetti (Guenther, 1879)
- Rattus exulans (Peale, 1848)
- Rattus feliceus (Thomas, 1920)
- Rattus foramineus Sody, 1941
- Rattus fuscipes (Waterhouse, 1839)
- Rattus giluwensis (Hill, 1960)
- Rattus hainaldi  (Kitchener, How y Maharadatunkamsi, 1991)
- Rattus hoffmanni (Matschie, 1901)
- Rattus hoogerwerfi Chasen, 1939
- Rattus jobiensis Ruemmler, 1935
- Rattus koopmani Musser y Holden, 1991
- Rattus korinchi (Robinson y Kloss, 1916)
- Rattus leucopus (Gray, 1867)
- Rattus losea (Swinhoe, 1871)
- Rattus lugens (Miller, 1903)
- Rattus lutreolus (J. E. Gray, 1841)
- Rattus macleari (Thomas, 1887)
- Rattus marmosurus Thomas, 1921
- Rattus mindorensis (Thomas, 1898)
- Rattus mollicomulus Tate y Archbold, 1935
- Rattus montanus Phillips, 1932
- Rattus mordax (Thomas, 1904)
- Rattus morotaiensis Kellogg, 1945
- Rattus nativitatis (Thomas, 1889)
- Rattus nitidus (Hodgson, 1845)
- Rattus norvegicus (Berkenhout, 1769)
- Rattus novaeguineae Taylor y Calaby, 1982
- Rattus osgoodi Musser y Newcomb, 1985
- Rattus palmarum (Zelebor, 1869)
- Rattus pelurus Sody, 1941
- Rattus praetor (Thomas, 1888)
- Rattus ranjiniae Agrawal y Ghosal, 1969
- Rattus rattus (Linnaeus, 1758)
- Rattus sanila Flannery y White, 1991
- Rattus sikkimensis Hinton, 1919
- Rattus simalurensis (Miller, 1903)
- Rattus sordidus (Gould, 1858)
- Rattus steini Ruemmler, 1935
- Rattus stoicus (Miller, 1902)
- Rattus tanezumi Temminck, 1844
- Rattus tawitawiensis Musser y Heaney, 1985
- Rattus timorensis Kitchener, Aplin y Boeadi, 1991
- Rattus tiomanicus (Miller, 1900)
- Rattus tunneyi (Thomas, 1904)
- Rattus turkestanicus (Satunin, 1903)
- Rattus villosissimus (Waite, 1898)
- Rattus xanthurus (Gray, 1867)